# Mns U Baro
Mns U Baro is een bestuurslaag in het regentschap Aceh Utara van de provincie Atjeh, Indonesië. Mns U Baro telt 691 inwoners (volkstelling 2010).